# Кариндж
Кариндж  (арм. Քարինջ) — село в Лорийской области, на южном склоне г. Чатин (2244 м.).

## Общие сведения
В пределах административных границ Каринджа сохранились многочисленные исторические памятники: кресты-камни (хачкары, X-XV вв.), часовня Св. Саргиса, крепость (2 тыс. до н. э.), три селища (остатки древнего поселения – Гехатехи, Ехнахахоц, Цопер), семь древних кладбищ (X-XX вв.), могильные курганы (2-1 тыс. до н. э.), могильное поле (2-1 тыс. до н. э.), церковь (1850-60 гг.), караван-сарай (X-XIII вв.), мост (XVII-XVIII вв.), три водяные мельницы (X-XIX вв.), одно городище (2-1 тыс. до н. э.). Часовня расположена на территории кладбища в северной части села на вершине холма. Представляет собой небольшой однонефный зал, построенный приблизительно в XIII веке, который был отреставрирован в 1882 году. Большой камень, на котором высечена надпись, находился над входом в часовню, но затем был умышленно сброшен вниз, в результате чего нижняя левая часть откололась. Надпись гласит (в переводе на русский язык): «В г[од] 1882 построили эту церковь Св. Саргиса сыновья [Каз]ароса, мы – причетник [Мар]тирос и Саргис. [Поми]найте нас с Господом. Аминь».
Древнейший точно датированный хачкар относится к 1185 году. Находится на территории кладбища, неподалёку от каменоломни. Надпись нанесена на карнизе хачкара, сейчас читается с трудом.
При строительстве дороги Кариндж-Марц в 1940 г. в урочище Мамхори-кал были найдены семь каменных саркофагов, относящихся к XI-IX вв. до н. э. Из них были извлечены девять кувшинов, браслет со смыкающимися концами из изящного бронзового стержня, покрытый патиной, а также медальон из сурьмы. В этой местности были найдены также железные украшения в виде тубусов, которые, по всей вероятности, использовались в качестве сбруи или упряжи.
Развалины средневекового поселения Каринджа находятся на расстоянии почти 4 км. к северо-западу от села Марц, на высоком и каменистом западном склоне горы Чатин. Кариндж, как населённый пункт, существовал ещё во времена Закаридов и упоминается в лапидарной эпиграфической надписи, сделанной на стене Оромайрского монастыря близ Одзуна (1326 год): «Я – Зуза, дочь Саргиса Каринджского из рода Мамиконянов, приобщилась к сёстрам монастыря Святого Знамения…». Зуза – деминутив христианского женского имени Сусанна.
В дальнейшем село неоднократно подвергалось разрушению и заново восстанавливалось. В 1815 г. жители Каринджа по неизвестным причинам покинули его.
Большую роль в основании современного села сыграл Ованнес Магакян, которого можно назвать «крёстным отцом» Каринджа. В 1818 г. он из Гандзака перебрался в Санаин, где в результате конфликта с крупными помещиками, был заключён на два года в Ахпатский монастырь (кельи Ахпатского монастыря в начале XIX века иногда использовались как казематы). Отец Ованнеса, бывший в Гандзаке известным ашугом (народным певцом-сказителем), узнав об аресте сына, приехал в Тифлис, где, благодаря ходатайству местных ашугов, смог добиться освобождения сына. После этого Ованнес Магакян перебрался в село Марц. Там он узнал, что несколько семей из Марца желают обосноваться в ближайшем разрушенном селе – Кариндже. Однако два человека – житель Марца по прозвищу Чолах (Хромой), имевший земельные участки на берегу реки Ттнадзор, и житель села Цатер по прозвищу Чапук (Короб), который пас своих многочисленных овец на пастбищах горы Чатин, всеми силами противились переселению семей из Марца в Кариндж, чтобы беспрепятственно пользоваться бесхозными земельными угодьями. Тогда Ованнес Магакян вместе с несколькими сельчанами отправляются в Тифлис, где с помощью влиятельных тифлисских армян добиваются от властей права на переселение, и вместе с двумя стражниками возвращаются в Марц. После этого шесть семей из Марца переселяются на новое место жительства – в заброшенное село Кариндж. Известна и точная дата переселения: современное село Кариндж было основано в мае 1841 года. Об этом свидетельствует письмо, обращённое к предстоятелю Армянской Церкви в Грузии и Имеретии (оригинал на армянском языке). Приводим данное письмо с некоторыми сокращениями и редакторскими правками в переводе на русский язык.
«В год 1841-й в начале мая месяца. Мы, нижеподписавшиеся жители Марца, добровольно решили написать совместное письмо, потому что Кариндж – разрушенное место, а мы пожелали заселить Кариндж, так как Марц недостаточно просторный. Пошли заселить Кариндж Казанчян Петрос и Егинян Симон, и Мелкумян Степан и Мхитарян Аваг, и Члнгарян Погос (и Члнгарян Мкртум), и все мы пошли заселить разрушенный Кариндж. Если кто-либо пожалеет об этом, пусть возвращается к своим пахотным землям в Марце, в свой дом, а остальные пусть живут во здравии, и мы жители Марца добровольно решили заселить Кариндж, чтобы другие тоже смогли переехать, и мы по своей воле ушли в Кариндж. Подписываемся нашими именами: я Матинян Овсеп, я Апицарян Степан, я Мелкумян Григор, я Саргсян Бабло, я Даниелян Степан, я Бабаджанян Арутюн, я Амирханян Саргис, я Мелкумян Аво, я Хачатрян Саргис, я Атянц Воскан, я Галстян Григор, я Папинян Чати. Записал я, священник отец Закар Еганян». 
Впоследствии ещё несколько семей из Марца и других сёл переселились в Кариндж.
В 1900 году население Каринджа состояло из 226 лиц мужского пола и 187 лиц женского пола (всего 40 домов).
В 1918 г. Лори была провозглашена «Нейтральной зоной», из-за чего была развязана армяно-грузинская война: северная часть Борчалинского уезда передавалась Грузии, южная – Армении, а средняя – объявлялась «нейтральной зоной». В октябре 1918 г. в период армяно-грузинской войны грузинско-немецкий заслон в селе Кариндж насчитывал всего 20 грузинских и 12 немецких солдат при одном офицере. 23 октября армянские войска атаковали силами трёх рот немецкий пост в селе Кариндж и вынудили немцев начать отход. 25-27 октября продолжались бои в районе деревни Кариндж, которая несколько раз переходила из рук в руки. 26 октября из Эривани от имени армянского премьер-министра Ованеса Качазнуни посылается телеграмма на имя грузинского правительства с сообщением об оставлении армянскими частями Цатера и Каринджа. При этом предшествующий захват этих сёл армянскими войсками объявляется недоразумением. Армяно-грузинская линия противостояния в то время проходила через ущелье Ттнадзор между Марцем и Каринджем. Та лощина, где стояли грузинские пограничники, до сих пор называется «Ущелье Грузина».
В советское время Кариндж был молочно-животноводческим совхозом (ранее — колхозом). В 1,5 км к юго-востоку от села находится базальтовый рудник.
Постоянное население (данные 2001 года) — 747 чел., среди них: мужчин — 372, женщин — 375.
Уроженцы села Каринджа: Митя (Дмитрий) Мкртумян (1953—1992) — ополченец, участник Карабахской войны, погиб 9 октября 1992 года в боях за освобождение села Гошасар Лачинского района; Меружан Егинян (1957—1992) — ополченец, в составе добровольческого отряда «Еркрапа» из города Ванадзора участвовал в Карабахской войне, погиб на Агаракском участке армяно-азербайджанской границы 24 декабря 1992 года; Владимир Арутюнян (1957-2022) - доктор экономических наук, профессор, член-корреспондент НАН РА. В честь Владимира Арутюняна назван кабинет экономики в Ванадзорском государственном университете; Дмитрий Мелкумян — кандидат технических наук, доктор физико-математических наук; Рубен Мкртумян — кандидат физико-математических наук; Тадевос Тадевосян — кандидат филологических наук, доцент; Вальтер Магакян — депутат Собрания депутатов города Троицка Челябинской области пятого созыва (с сентября 2015 г.), руководитель крупной организации в Челябинской области, кандидат сельскохозяйственных наук.
Кариндж изображён на полотне Мартироса Сарьяна «Колхоз села Кариндж в горах Туманяна» (1952) (холст, масло, 100х109, Ереван, Ленинская премия 1961 года). Впоследствии стилизованная репродукция этой картины была помещена на 5000 банкноте армянского драма (введено в обращение в 1998 году).
В 2011 г. открыт памятник воинам-односельчанам, погибшим в годы Великой Отечественной войны.